# Viden om
Viden om var et dansk tv-program om naturvidenskab på DR2, som blev sendt hver tirsdag kl 20:00. Det blev sendt første gang 5. januar 1999 med biologen Anja Philip som vært. Konceptet blev udviklet af Anne Schoen, som var programmets redaktør fra 1998 -2003. Programmet handler om videnskab og opfylder DR's krav om public service indenfor videnskabsformidling. 
I 2006 overtog geologen Ann Marker værtsrollen den 29. august, og derefter biologen Line Friis Frederiksen 19. januar i 2010. Sidste program blev sendt i maj 2011. Fra 2003-2005 var Allan Lardell redaktør og fra 2005-2011 blev programmet en del af en samlet videnskabsredaktion under redaktionsleder Rasmus Visby, hvor temaer blev løftet på tværs af tv-programmet og radiogrogrammer såsom Videnskabens Verden.

## Priser
- 2001 – Genius-prisen som uddeles af Danske Videnskabsjournalister for udmærkelse i videnskabsformidling.[3]
- 2002 – Prisen for Årets specialprogram uddelt af TV-producentforeningens årlige tv-festival i København.[4]
- 2003 – Prisen for Årets specialprogram uddelt af TV-producentforeningens årlige tv-festival i København.[5]
- 2005 – Videnskabspris fra årets internationale Techfilm-festival i Tjekkiet til Viden Om-programmet "Havets tikkende bombe" om ophobet metangas i havbunden, tilrettelagt af Gertie Skaarup, DR Aktualitet og Videnskab. [6]

## Eksterne henvisning
- Officiel hjemmeside
- Viden om på Internet Movie Database (engelsk)
- Viden om hos TheTVDB (engelsk)

| Fjernsyn | Spire Denne artikel om et tv-program er en spire som bør udbygges. Du er velkommen til at hjælpe Wikipedia ved at udvide den. |